# Ebtissam Mohamed
Ebtissam Zayed Ahmed Mohamed (in arabo ابتسام محمد‎?; Suez, 25 settembre 1996) è una pistard, ciclista su strada e mountain biker egiziana. Su strada nel 2022 si è laureata campionessa africana Elite in linea; su pista ha invece partecipato a tre edizioni dei Giochi olimpici.

## Carriera
Appassionata di ciclismo sin dalla tenera età, a 15 anni inizia ad allenarsi presso il Military Institution Club di Suez. Nel 2014 è invitata ad allenarsi presso il World Cycling Center dell'UCI a Aigle in Svizzera.
Nel 2016 partecipa ai Giochi olimpici di Rio de Janeiro 2016, unica ciclista africana a prenderne parte, arrivando 27ª nella velocità. Nel 2017 vince tutte e sette le gare in programma ai campionati africani di ciclismo su pista in programma a Casablanca in Marocco: velocità, velocità a squadre, scratch, corsa a punti, keirin, inseguimento individuale e inseguimento a squadre, mentre nel 2018 diviene la prima campionessa africana di omnium.
Nel 2021 entra a far parte del team Dubai Police Cycling Team. e partecipa ai Giochi olimpici di Tokyo 2020 nell'omnium, arrivando 18ª. Nel 2022 diventa campionessa africana nella corsa in linea e vince 5 titoli nei campionati africani su pista. Ad ottobre partecipa ai suoi primi campionati  del mondo su pista a Saint-Quentin-en-Yvelines ottenendo come miglior risultato la 15ª posizione nella corsa a eliminazione.

## Palmarès

### Strada
- 2022

Campionati africani, Prova in linea Elite
Campionati arabi, Prova in linea Elite
Prologo Tour of Burundi (Bujumbura > Bujumbura)
1ª tappa Tour of Burundi (Nyakararo > Gitega)
2ª tappa Tour of Burundi (Ruyigi > Cankuzo)
3ª tappa Tour of Burundi (Cankuzo > Muyinga)
4ª tappa Tour of Burundi (Ngozi > Ngozi)
5ª tappa Tour of Burundi (Ngozi > Gitega)
Classifica generale Tour of Burundi
- 2023 (Zaaf Cycling Team, quattro vittorie)

Campionati egiziani, Prova a cronometro
Campionati egiziani, Prova in linea
Campionati arabi, Prova a cronometro Elite (con la Nazionale egiziana)
Campionati arabi, Prova in linea Elite (con la Nazionale egiziana)
- 2024 (Dubai Police Cycling Team, due vittorie)

Campionati egiziani, Prova a cronometro
Campionati egiziani, Prova in linea

#### Altri successi
- 2024 (Dubai Police Cycling Team)

GP de l'Administration Communale

### Pista
- 2016

Campionati africani, Corsa a punti
Campionati africani, Keirin
Campionati africani, Velocità
- 2017

Campionati africani, Keirin
Campionati africani, Scratch
Campionati africani, Inseguimento ind.
- 2018

Campionati africani, Velocità
Campionati africani, Keirin
Campionati africani, Scratch
Campionati africani, Corsa a punti
Campionati africani, Inseguimento ind.
Campionati africani, Inseguimento a sq. (con Donia Rashwan, Mariam Mohamed e Ali Nadeen Alaa Eldin)
Campionati africani, Velocità a sq. (con Donia Rashwan)
- 2019

Campionati africani, Corsa a punti
Campionati africani, Omnium
- 2020

Campionati africani, Corsa a punti
Campionati africani, Omnium
Campionati africani, Inseguimento ind.
Campionati africani, Scratch
- 2021

Campionati africani, Corsa a punti
Campionati africani, Omnium
Campionati africani, Inseguimento ind.
Campionati africani, Scratch
Campionati africani, Americana
- 2022

Campionati africani, Corsa a punti
Campionati africani, Gara ad eliminazione
Campionati africani, Omnium
Campionati africani, Scratch
Campionati africani, Americana
Campionati arabi, Americana
Campionati arabi, Velocità
Campionati arabi, Keirin
Campionati arabi, Inseguimento a squadre
Campionati arabi, Scratch
Campionati arabi, Corsa a punti
Campionati arabi, Omnium
Campionati arabi, Corsa a eliminazione
- 2023

Gipuzkoa Sari Nagusia, Scratch
Gipuzkoa Sari Nagusia, Omnium
Gipuzkoa Pista Saria, Corsa a eliminazione
Campionati africani, Corsa a punti
Campionati africani, Gara ad eliminazione
Campionati africani, Omnium
Campionati africani, Scratch
Campionati arabi, Velocità a squadre
Campionati arabi, Inseguimento individuale
Campionati arabi, Scratch
Campionati arabi, Corsa a punti
Campionati arabi, Omnium
Campionati arabi, Corsa a eliminazione
GP Poland, Scratch
- 2024

Campionati africani, Corsa a punti
Campionati africani, Gara ad eliminazione
Campionati africani, Omnium
Campionati africani, Scratch
Campionati africani, Inseguimento a squadre
Campionati africani, Velocità a squadre
500+1 Kolo, Corsa a punti
Festival Toulon Provence Mediterranee, Scratch
Festival Toulon Provence Méditerranee, Omnium
GP Brno, Omnium

## Piazzamenti

### Competizioni mondiali
- Campionati del mondo su strada

Ponferrada 2014 - Cronometro Junior: 47ª
Ponferrada 2014 - In linea Junior: 73ª
Doha 2016 - Cronometro femminile: 33ª
Doha 2016 - In linea femminile: ritirata
Glasgow 2023 - In linea femminile: ritirata
- Campionati del mondo su pista

St. Quentin-en-Yv. 2022 - Scratch: 16ª
St. Quentin-en-Yv. 2022 - Eliminazione: 15ª
St. Quentin-en-Yv. 2022 - Omnium: 20ª
Glasgow 2023 - Scratch: 24ª
Glasgow 2023 - Eliminazione: 11ª
Glasgow 2023 - Omnium: 21ª
- Giochi olimpici

Rio de Janeiro 2016 - Velocità: 27ª
Tokyo 2020 - Omnium: 18ª
Parigi 2024 - Omnium: 20ª

### Competizioni continentali
- Campionati africani su strada

Sharm el-Sheikh 2013 - Cronometro Junior: 3ª
Sharm el-Sheikh 2013 - Cronosquadre Junior: 2ª
Sharm el-Sheikh 2013 - In linea Junior: 2ª
Wartburg 2015 - Cronometro Elite: 12ª
Wartburg 2015 - In linea Elite: 12ª
Ben Slimane 2016 - In linea Elite: 12ª
Luxor 2017 - Cronometro Elite: 4ª
Luxor 2017 - Cronosquadre Elite: 3ª
Luxor 2017 - In linea Elite: 4ª
Kigali 2018 - Cronometro Elite: 8ª
Kigali 2018 - In linea Elite: 15ª
Bahir Dar 2019 - In linea Elite: 10ª
Il Cairo 2021 - In linea Elite: 6ª
Sharm el-Sheikh 2022 - Cronosquadre Elite: 3ª
Sharm el-Sheikh 2022 - Cronometro Elite: 2ª
Sharm el-Sheikh 2022 - Staffetta mista: 3ª
Sharm el-Sheikh 2022 - In linea Elite: vincitrice
Accra 2023 - In linea Elite: 9ª
Iten 2024 - In linea Elite: 11ª
- Campionati africani di mountain bike[7]

Wadi Degla 2018 - Cross country Under-23: 2ª
- Giochi panafricani

Brazzaville 2015 - Cronometro Elite: 13ª
Brazzaville 2015 - Cronosquadre: 5ª
Brazzaville 2015 - In linea Elite: 7ª
- Giochi panarabi

Doha 2011 - In linea: 3ª
Doha 2011 - In linea a squadre: 2ª